# Europese Challenge Tour 1994
De Europese Challenge Tour is een serie golftoernooien die georganiseerd wordt door de Europese PGA Tour. De Challenge Tour werd in 1986 opgericht als de Satellite Tour en kreeg begin 1990 de huidige naam.
In 1994 stonden er 36 toernooien op de agenda, waarvan er slechts 2 niet meetelden voor de Order of Merit. Deze werd gewonnen door Raymond Burns uit Noord-Ierland.

## Schema
| Data  | Data  | Toernooi                            | Land        | Winnaar              | Info             |
| ----- | ----- | ----------------------------------- | ----------- | -------------------- | ---------------- |
| 16-03 | 19-03 | Tunisian Challenge                  | Tunesië     | Jon Robson           |                  |
| 23-03 | 26-03 | El Corte Ingles Open                | Spanje      | Juan Carlos Piñero   |                  |
| 30-03 | 02-04 | Tessali Open                        | Italië      | Michael Archer       |                  |
| 07-04 | 10-04 | Open Jezequel                       | Frankrijk   | Carl Watts           |                  |
| 20-04 | 22-04 | Stockley Park Challenge             | Engeland    | Ricky Willison       |                  |
| 27-04 | 30-04 | Centenario Copa 'Palmer'            | Spanje      | Daniel Westermark    |                  |
| 12-05 | 15-05 | American Express Trophy             | Duitsland   | Torsten Giedeon      | Unofficial money |
| 12-05 | 15-05 | Scottish Professionals Championship | Schotland   | Andrew Coltart       | Unofficial money |
| 25-05 | 28-05 | Club Med Open                       | Italië      | Raymond Burns        |                  |
| 26-05 | 29-05 | Ramlosa Open                        | Zweden      | Eric Carlberg (Am)   |                  |
| 02-06 | 05-06 | Challenge AGF                       | Frankrijk   | Jon Robson           |                  |
| 02-06 | 05-06 | Siab Open                           | Zweden      | Per Haugsrud         |                  |
| 10-06 | 12-06 | Himmerland Open                     | Denemarken  | Michael Archer       |                  |
| 24-06 | 26-06 | Memorial Olivier Barras             | Zwitserland | Michael Campbell     |                  |
| 30-06 | 03-07 | Bank Austria Open                   | Oostenrijk  | Michael Campbell     |                  |
| 01-07 | 03-07 | Västerås Open                       | Zweden      | Joakim Grönhagen     |                  |
| 01-07 | 03-07 | Neuchâtel Open SBS Trophy           | Zwitserland | Rolf Muntz           |                  |
| 06-07 | 09-07 | Open de Divonne                     | Frankrijk   | Stuart Cage          |                  |
| 08-07 | 10-07 | Volvo Finnish Open                  | Finland     | Mikael Piltz         |                  |
| 14-07 | 17-07 | Open des Volcans                    | Frankrijk   | Eric Giraud          |                  |
| 22-07 | 24-07 | Interlaken Open                     | Zwitzsrland | Neal Briggs          |                  |
| 22-07 | 24-07 | Jamtland Open                       | Zweden      | Daniel Chopra        |                  |
| 03-08 | 06-08 | Rolex Pro-Am                        | Zwitserland | Stuart Little        |                  |
| 04-08 | 07-08 | SM Matchplay                        | Zweden      | Per Nyman            |                  |
| 11-08 | 14-08 | Audi Quattro Trophy                 | Duitsland   | Michael Campbell     |                  |
| 18-08 | 21-08 | Karsten Ping Norwegian Challenge    | Noorwegen   | Raymond Burns        |                  |
| 24-08 | 26-08 | Gore-Tex Challenge                  | Schotland   | John Bickerton       |                  |
| 26-08 | 28-08 | Toyota Danish PGA Championship      | Denemarken  | Anders Overbring     |                  |
| 01-09 | 04-09 | Open de Dijon Bourgogne             | Frankrijk   | Marcello Santi       |                  |
| 01-09 | 04-09 | Compaq Open                         | Zweden      | Adam Mednick         |                  |
| 08-09 | 11-09 | Dutch Challenge Open                | Nederland   | Jean François Remesy |                  |
| 15-09 | 18-09 | Challenge Novotel                   | Frankrijk   | Jarmo Sandelin       |                  |
| 22-09 | 24-09 | Perrier European Pro-Am             | België      | Andrew Sandywell     |                  |
| 22-09 | 25-09 | Team Erhverv Danish Open            | Denemarken  | Liam White           |                  |
| 29-09 | 02-19 | Challenge Chargeurs                 | Frankrijk   | Daniel Chopra        |                  |
| 06-10 | 09-10 | Biarritz International Pro-Am       | Frankrijk   | Mark Litton          |                  |

1990 ·
1991 ·
1992 ·
1993 ·
1994 ·
1995 ·
1996 ·
1997 ·
1998 ·
1999 ·
2000 ·
2001 ·
2002 ·
2003 ·
2004 ·
2005 ·
2006 ·
2007 ·
2008 ·
2009 ·
2010 ·
2011 ·
2012 ·
2013 ·
2014